# Municipalità locale di Westonaria
La municipalità locale di Westonaria (in inglese Westonaria Local Municipality) è stata una municipalità locale del Sudafrica appartenente alla municipalità distrettuale di West Rand, nella provincia del Gauteng. In base al censimento del 2001 la sua popolazione è di 109.327 abitanti.
È stata soppressa nel 2016, quando si è fusa con la municipalità locale di Randfontein per costituire la municipalità locale di Rand West City.
Il suo territorio si estendeva su una superficie di 637 km² ed era suddiviso in 15 circoscrizioni elettorali (wards). Il suo codice di distretto era GT483.

## Geografia fisica

### Confini
La municipalità locale di Westonaria confinava a nord con quella di Randfontein, a est e a sud con quella di Emfuleni (Sedibeng) a ovest con quella di Merafong City (Dr Kenneth Kaunda/Nordovest) e a est con il municipio metropolitano di Johannesburg.

### Città e comuni
- Bekkersdal
- Cardoville
- Cooke Mine
- Elsburg Gold Mine
- Etlebeni
- Glen Harvie
- Hermina
- Hills Haven
- Jagfontein
- Johannesburg
- Kloof Gold Mine
- Leeudoorn Mine
- Libanon Gold Mine
- Modderfontein
- Panvlak Gold Mine
- Randfontein Mine
- Venterspost
- Waterpan
- West Rand
- Westonaria

### Fiumi
- Leeuspruit
- Loopspruit
- Mooirivierloop
- Rietspruit

### Dighe
- Peter Wright Dam